# Richterswil
Richterswil é uma comuna da Suíça, no Cantão Zurique, com cerca de 11.130 habitantes. Estende-se por uma área de 7,54 km², de densidade populacional de 1.476 hab/km². Confina com as seguintes comunas: Freienbach (SZ), Hütten, Männedorf, Schönenberg, Stäfa, Wädenswil, Wollerau (SZ).
A língua oficial nesta comuna é o Alemão.